# Daños por colisión con rayos en una aeronave
Los daños por colisión con rayos en una aeronave  son fenómenos que ocurren sobre la estructura de un avión o sobre alguno de sus componentes cuando se produce un impacto de un rayo contra el mismo, que pueden comprometer la integridad del avión y con ello el transcurso normal del vuelo si no se adoptan unas medidas de seguridad en vuelo adecuadas. [cita requerida]

## Causas de riesgo
En aeronáutica es habitual emplear aleaciones de aluminio, un material que se caracteriza por ser muy buen conductor de la electricidad. Por otra parte, actualmente se están incorporando gran cantidad de elementos de fibra de carbono y uniones con adhesivos, los cuales son menos conductores, pero ello no elimina el riesgo de que un rayo pueda impactar sobre la aeronave y causar daños.

## Clasificación de los daños por colisión con rayos
El impacto de un rayo contra una aeronave puede ocasionar dos tipos de daños que se clasifican en: directos e indirectos.

### Daños directos
Estos daños tienen su origen en la energía que se encuentra presente en el rayo, y dependen de: 
- Tipo de material.
- Tiempo de residencia del canal de descarga.
- Intensidad del rayo.[cita requerida]

La forma que tienen de manifestarse estos daños sobre las aeronaves son las siguientes:
- Agujeros en el revestimiento debidos a la fundición del material.
- Picaduras en la superficie que incluyen zonas quemadas.
- Desgaste en los bordes de salida de las superficies aerodinámicas de la aeronave y en aquellas zonas cercanas a donde haya vapores de combustible.[cita requerida]

### Daños indirectos
En estos casos el daño no se produce por incidencia directa del rayo sobre la superficie de la aeronave pero sí que existe descarga a causa del campo electromagnético del rayo. Estos campos se caracterizan por unas intensidades de corriente muy altas. 
Los daños indirectos pueden afectar a:
- Las comunicaciones de la aeronave.
- Los circuitos eléctricos y la electrónica del avión.

## Zonas de colisión del rayo con la aeronave
El hecho de clasificar en qué zonas es posible que un rayo impacte contra una aeronave facilita la tarea de diseño en cuanto a elección de materiales.[cita requerida]